# Aníbal Pachano
Aníbal Ernesto Pachano (Tostado, provincia de Santa Fe; 7 de marzo de 1955) es un bailarín, coreógrafo, director teatral, y arquitecto argentino. En varias oportunidades incursionó como actor. 
Junto a su exesposa Ana Sans, creó el reconocido grupo artístico "Botton Tap". Es el ganador de la versión para celebridades del reality show de moda Corte y confección.

## Biografía
En 1966, su padre, odontólogo y político devenido ciego, intentó incursionar en el ámbito gastronómico, pero sin éxito. Su familia quebró, y tuvieron que viajar a Buenos Aires, donde Aníbal empezó a trabajar como cadete. Aquella no sería, sin embargo, la primera mudanza de los Pachano ya que, año tras año cambiaban de vivienda.
En su infancia, Aníbal se la pasaba dibujando. A los 10 años ya dibujaba rostros y personas.
Cuando estaba en la secundaria, su mejor amigo era el hijo del director de Canal 13 y, así, tuvo sus primeros acercamientos a los pasillos de un canal de televisión. Luego, estuvo a punto de ganar un concurso de baile en el programa «Alta tensión» pero quedó eliminado.
A los 16 años, se dedicaba al dibujo, especialmente en dibujar caras. Gracias a uno de estos dibujos, consiguió un trabajo como cadete en RCA Victor, un reconocido sello discográfico, donde toma contacto con reconocidos músicos y artistas.
En la Universidad de Buenos Aires, primero estudio Ingeniería, pero luego se paso a arquitectura. En esta carrera, trabajó con Antonio Jantus entre 1974 y 1976, luego fue jefe de taller en el Estudio Kliczkowski-Minond-Natanson-Nevani-Sztulwark, y finalmente trabajó junto a Eduardo Rojkind, hasta que recibió su título de Arquitecto de la Universidad de Buenos Aires en 1980. Entonces, trabajó como docente de Sistemas de Comunicación Visual III en la UBA, llegando a diseñar en 1982 una casa en el balneario de Cariló.
A los 27 años, decide hacer un cambio en su vida, abandona la profesión de arquitecto y comienza a estudiar baile con Alberto Agüero. Allí, conoce y se enamora de otra bailarina, Ana Sans, con quien luego se casó. Luego, Aníbal creó el grupo artístico "Botton Tap", quienes primero se presentan en teatro para luego dar el gran salto a la televisión, presentándose habitualmente en el programa "Badia & Cia".
Junto a su entonces esposa Ana Sans, tuvieron una hija: Sofía. Sin embargo, luego de 16 años de relación, se divorcia de su esposa y anuncia que es homosexual. Así, Aníbal es uno de los artistas LGTBIQ+ más reconocidos de Argentina.
En 2010, reveló que es portador del virus del VIH desde el año 2000.

## Carrera
Comenzó su carrera artística como bailarín y coreógrafo en 1982, con su grupo de baile Bottom Tap. Pero, en el año 2009 en el programa Showmatch, con su sección en aquel entonces que es El musical de tus sueños, adquirió mayor popularidad y participó como jurado.
Por la moda, Aníbal es reconocido en el modo de vestirse, utiliza fracs con corbata muy coloridos y se identifica por sus galeras, los cuales él los usa para ocasiones particulares.
"Smoke" music hall en el Teatro Molière. Autor y protagonista con Omar Callicchio . Make up artist Juan Manuel Pont Ledesma
En el 2009 crea la obra de teatro Pour La Gallery.
Periódicamente trabajó como panelista invitado en «Bendita TV»; ciclo que conduce Beto Casella, más tarde, se integraría como panelista estable.
Durante tres años, Aníbal fue jurado del polémico reality show de baile Bailando por un sueño Argentina, segmento de Showmatch y versión argentina del reality de baile mexicano homónimo, y realiza giras por el país con su obra teatral Pour La Gallery, terminando en Córdoba el 27 de noviembre de 2010. Volvió a retomar la obra en la temporada 2011 en Mar del Plata.
En el año 2011 participó del desfile del "Mar del Plata Moda Show", al año siguiente, presentó su exitosa obra "Smail" en la temporada de Carlos Paz, luego realizó gira por todo el País y después pasó por otros países como Paraguay, Uruguay y Chile. Más tarde, se presentó en Carlos Paz en la obra teatral "Cirugía para dos", en donde compartió créditos con Florencia de la V.
Tiempo después, participa junto a Laurita Fernández en Bailando por un sueño Argentina, donde obtuvieron el noveno lugar.
En el 2015, Aníbal viaja a Paraguay para ser jurado en los programas Parodiando y Baila Conmigo Paraguay. Meses después, volvería a su natal Argentina y a Bailando por un sueño Argentina, esta vez, como invitado junto al comediante Freddy Villarreal en el baile de Salsa Acrobática de Tres y, más tarde, reemplazando al comentarista de espectáculos argentino Angel de Brito en el puesto de jurado. 
En 2020, fue jurado de las competencias folclórica e internacional de la edición 61 del Festival Internacional de la Canción de Viña del Mar, en Chile. Además, fue jurado del reality show de baile Bailando por un sueño Chile, versión chilena del reality de baile mexicano del mismo nombre. 
En 2021, participó en la versión de celebridades del reality show de moda Corte y confección, donde por su creatividad en cada uno de los vestuarios que él realiza, obtuvo el primer lugar.

## Botton Tap
Con la bailarina Ana Sans, Aníbal creó el grupo artístico "Botton Tap".
La historia de Botton Tap comenzó con un espectáculo que estrenaron en Mar del Plata. Amapola fue el primer espectáculo que presentaron. Luego vinieron Tonight, Too much, Botton Tap 1, Botton Tap 2 y Los 10 años de los Botton.
La madrina artística de este grupo artístico es la presentadora de televisión Mirtha Legrand.

## Teatro
| Año  | Obra                          |
| ---- | ----------------------------- |
| 1982 | Amapola                       |
| 1983 | Tonigth                       |
| 1984 | So much                       |
| 1986 | Botton tap 1                  |
| 1987 | Botton tap 2                  |
| 1992 | Los 10 años de los Botton tap |
| 2000 | Tangou                        |
| 2003 | Smoke                         |
| 2008 | Dominó                        |
| 2009 | Varieté para María Elena      |
| 2010 | Pour la Gallery               |
| 2011 | Pour la Gallery               |
| 2012 | Smail                         |
| 2013 | Cirugía para 2                |
| 2014 | Divain                        |
| 2015 | Family                        |
| 2016 | El espíritu infiel            |

## Televisión
| 2010-2011, 2019-2020 | Bendita                                                  | Panelista |
| 2020                 | LXI Festival Internacional de la Canción de Viña del Mar | Jurado    |
| 2021–2022            | Ciudad de cúpulas                                        | Conductor |

### Reality shows
| Año       | Título                        | Notas               |
| --------- | ----------------------------- | ------------------- |
| 2009      | El musical de tus sueños      | Jurado              |
| 2010      | Bailando 2010                 | Jurado              |
| 2011      | Bailando 2011                 | Jurado              |
| 2012      | Bailando 2012                 | Jurado              |
| 2014      | Viviendo con las estrellas    | Celebridad          |
| 2014      | Bailando 2014                 | 19.º Eliminado      |
| 2014      | Baila Conmigo Paraguay        | Jurado de reemplazo |
| 2015      | Parodiando                    | Jurado              |
| 2015      | Bailando 2015                 | Jurado de reemplazo |
| 2015      | Baila Conmigo Paraguay        | Jurado              |
| 2019      | Bailando 2019                 | Miembro del BAR-SM  |
| 2020      | Bailando por un sueño (Chile) | Jurado              |
| 2021      | Corte y confección Famosos    | Ganador             |
| 2023      | Aquí se baila                 | Jurado              |
| 2023      | Pasaplatos Famosos            | 3.er finalista      |
| 2023-2024 | Bailando 2023                 | Jurado suplente     |
| 2024      | Cantando 2024                 | Jurado suplente     |

## Radio
| Año  | Emisora    | Sintonía | Programa       | País                |
| ---- | ---------- | -------- | -------------- | ------------------- |
| 2015 | Radio 1000 | 97.7     | No hay 2 sin 3 | Bandera de Paraguay |

## Premios

### Premios Estrella de Mar
| Año  | Espectáculo     | Categoría  | Resultado |
| ---- | --------------- | ---------- | --------- |
| 2011 | Pour La Gallery | Music Hall | Ganador   |